# Ghiacciaio Helman
Il ghiacciaio Helman è un ghiacciaio vallivo lungo circa 15 km situato sulla costa di Borchgrevink, nella regione nord-occidentale della Dipendenza di Ross, in Antartide. In particolare, il ghiacciaio, il cui punto più alto si trova a circa 1900 m s.l.m., ha origine nella parte centrale dell'estremità sud-orientale dei monti dell'Ammiragliato e da qui fluisce verso sud-sud-ovest, scorrendo tra il monte Gleaton, a nord-ovest, e il picco Tyler, a sud-est, fino a unire il proprio flusso a quello del ghiacciaio Tucker.

## Storia
Il ghiacciaio Helman è stato mappato per la prima volta dallo United States Geological Survey grazie a fotografie scattate dalla marina militare statunitense (USN) durante ricognizioni aeree e terrestri effettuate nel periodo 1960-64, e così battezzato dal comitato consultivo dei nomi antartici in onore del radio operatore della USN Terry N. Helman, in servizio alla stazione McMurdo nel 1967.